# 瓦帕托 (华盛顿州)
瓦帕托（Wapato）位於美國華盛頓州雅基馬縣。2010年美國人口普查時人口為4,997人。

## 資料來源
1. ↑  . United States Census Bureau.   [2008-01-31].
2. ↑  . United States Geological Survey. 2007-10-25  [2008-01-31].

## 外部連結
- 瓦帕托市 （页面存档备份，存于）
- 瓦帕托公立學校 （页面存档备份，存于）